# Wings 1973 UK Tour
Wings UK Tour fue la tercera gira musical del grupo británico Wings, realizada en varias localidades del Reino Unido entre mayo y julio de 1973.

## Promoción
La gira fue realizada para promocionar Red Rose Speedway, el segundo álbum de estudio de Wings, así como el sencillo «Live and Let Die», de la película homónima de James Bond. Antes de emprender la gira, el grupo realizó un concierto sin anuncio previo el 18 de marzo en el Hard Rock Cafe de Londres en apoyo de la ONG Release.
La gira volvió a contar con la misma formación que las dos anteriores: Paul, Linda McCartney, Denny Laine, Henry McCullough y Denny Seiwell. Además, la gira volvió a caracterizarse por la ausencia de canciones de The Beatles, que McCartney no tocó para dar un mayor peso a la promoción de su nuevo grupo. McCartney comenzó a tocar sus composiciones con The Beatles solo a partir de la gira Wings Over the World Tour.

## Banda
- Paul McCartney: voz, bajo y teclados.
- Linda McCartney: teclados, pandereta y coros.
- Denny Laine: guitarra eléctrica, bajo, teclados y coros.
- Henry McCullough: guitarra eléctrica y coros.
- Denny Seiwell: batería.

## Fechas
| Fecha               | Ciudad              | País       | Escenario                               |
| ------------------- | ------------------- | ---------- | --------------------------------------- |
| 11 de mayo de 1973  | Bristol             | Inglaterra | Bristol Hippodrome                      |
| 12 de mayo de 1973  | Oxford              | Inglaterra | New Theatre                             |
| 13 de mayo de 1973  | Cardiff             | Gales      | Capitol Cinema and Theatre              |
| 15 de mayo de 1973  | Bournemouth         | Inglaterra | Winter Gardens                          |
| 16 de mayo de 1973  | Manchester          | Inglaterra | Hardrock                                |
| 17 de mayo de 1973  | Manchester          | Inglaterra | Hardrock                                |
| 18 de mayo de 1973  | Liverpool           | Inglaterra | Liverpool Empire Theatre (2 conciertos) |
| 19 de mayo de 1973  | Leeds               | Inglaterra | Leeds University                        |
| 21 de mayo de 1973  | Preston             | Inglaterra | Guild Hall                              |
| 22 de mayo de 1973  | Newcastle upon Tyne | Inglaterra | Odeon Cinema                            |
| 23 de mayo de 1973  | Edinburgh           | Escocia    | Odeon Cinema (2 conciertos)             |
| 24 de mayo de 1973  | Glasgow             | Escocia    | Green’s Playhouse                       |
| 25 de mayo de 1973  | Londres             | Inglaterra | Hammersmith Odeon                       |
| 26 de mayo de 1973  | Londres             | Inglaterra | Hammersmith Odeon                       |
| 27 de mayo de 1973  | Londres             | Inglaterra | Hammersmith Odeon                       |
| 4 de julio de 1973  | Sheffield           | Inglaterra | City Hall                               |
| 6 de julio de 1973  | Birmingham          | Inglaterra | Birmingham Odeon                        |
| 9 de julio de 1973  | Leicester           | Inglaterra | Odeon                                   |
| 10 de julio de 1973 | Newcastle upon Tyne | Inglaterra | City Hall                               |

## Lista de canciones
1. "Soily"
2. "Big Barn Bed"
3. "When the Night"
4. "Wild Life"
5. "Seaside Woman"
6. "Little Woman Love"
7. "C Moon"
8. "Live and Let Die"
9. "Maybe I'm Amazed"
10. "My Love"
11. "Go Now"
12. "Say You Don't Mind"
13. "The Mess"
  - Encore
14. "Long Tall Sally"

Fuente: Setlist.fm